# Valgrind
Valgrind (prononcé [vælɡrɪnd], et non [vælɡraɪnd]) est un outil de programmation libre pour déboguer, effectuer du profilage de code et mettre en évidence des fuites de mémoire.

## Débogueur
Il fut à l'origine conçu pour être une version libre de Purify (en) sous GNU/Linux, sur architecture x86. Il a aujourd'hui évolué, en devenant un framework générique pour la création d'outils dynamiques comme des « checkers » et « profilers ». Il a une excellente réputation et est largement répandu parmi les programmeurs GNU/Linux [réf. nécessaire].
Valgrind est un logiciel modulaire. Parmi les modules on trouve par exemple Memcheck, qui permet de débusquer les failles dans un programme qui concernent l'utilisation de la mémoire. Memcheck vérifie entre autres :
- que l'on n'utilise pas de valeurs ou de pointeurs non initialisés ;
- que l'on n'accède pas à des zones mémoire libérées ou non allouées ;
- que l'on ne libère pas deux fois une zone mémoire ;
- que l'on n'oublie pas de libérer la mémoire allouée. Des options permettent de connaître avec précision les zones de mémoire qui sont perdues ;
- que l'on passe des arguments valides à certaines fonctions de la bibliothèque standard comme la fonction memcpy().

## Généralités
Valgrind est, par essence, une machine virtuelle qui utilise de la compilation à la volée (just-in-time (JIT) compilation), incluant la recompilation dynamique. Aucune instruction du programme analysé n'est jamais exécutée directement sur le processeur hôte.
En lieu et place, Valgrind commence par traduire le programme dans une représentation intermédiaire (RI) plus simple indépendante du processeur. Dans un deuxième temps, un outil
(voir plus bas) réalise un certain nombre de transformations sur le RI avant que Valgrind ne retransforme ce RI en code machine pour le processeur hôte pour l’exécuter. Même s'il pouvait utiliser de la traduction dynamique,  (i.e., la machine cible et hôte sont d'architecture différente), Valgrind ne le fait pas. Valgrind recompile le code binaire pour des architectures qui sont identiques. Valgrind fournit aussi des points d'entrée pour GDB qui permettent de déboguer un programme cible s’exécutant dans Valgrind. 
Ces transformations (ainsi que les manipulations des outils) donnent lieu à une importante perte de performance; la vitesse d’exécution peut être de 3 à 50 fois plus lente que sans Valgrind (tout dépend de l'outil passé et des sources de la mesure).

## Analyseur de performance (Profileur)
Le module Cachegrind permet de mettre en évidence les défauts de cache qui ralentissent l'exécution du programme.
Le module Massif permet de suivre l'utilisation de la pile et de déterminer les parties du programme qui l'utilisent le plus.
Le module CallGrind permet de compter le nombre d'appels pour toutes les routines d'un programme durant son exécution, ainsi que le temps passé dans la routine.

## Modules supplémentaires
Grâce à son architecture modulaire, de nombreux modules tiers ont été écrits pour satisfaire des besoins divers.
- None, exécute le code dans la machine virtuelle, sans faire aucune analyse. Cela permet d'avoir les empreintes mémoire et performance les plus bas. Comme Valgrind affiche une pile complète lors d'une erreur de segmentation, l'outil none permet d'obtenir une telle pile pour un coût minimal.
- Addrcheck, similaire à Memcheck mais avec une empreinte mémoire et CPU réduite, mais identifie moins de dysfonctionnements. Addrcheck a été supprimé à partir de la version 3.2.0.
- Massif, un profileur du tas. L'interface graphique massif-visualizer permet d'afficher les mesures issues de Massif.
- Helgrind et DRD, détecte les erreurs d’accès concurrents dans le code multithreadé
- Cachegrind, un profileur du cache. L'outil graphique KCacheGrind permet de visualiser les mesures issues de Cachegrind.
- Callgrind, un analyseur de graphe d'appel créé par Josef Weidendorfer ajouté à partir de la version 3.2.0. KCacheGrind permet aussi d'exploiter les mesures de cet outil.
- Exp-sgcheck (précédemment nommé Exp-ptrcheck avant la version 3.7), un outil expérimental pour identifier les erreurs de débordement de tableau sur la pile ou dans le segment statique. En effet, Memcheck ne permet pas de détecter ces erreurs. Cet outil peut rapporter des faux positifs.
- Exp-dhat, un analyseur de tas dynamique qui détermine la quantité de mémoire allouée et sur quelle durée ainsi que des patrons d'utilisation de la mémoire.

Beaucoup d'autres outils externes existent aussi, utilisant la machine virtuelle de valgrind pour réaliser des mesures diverses.